# Synagoge Eberstadt (Buchen)

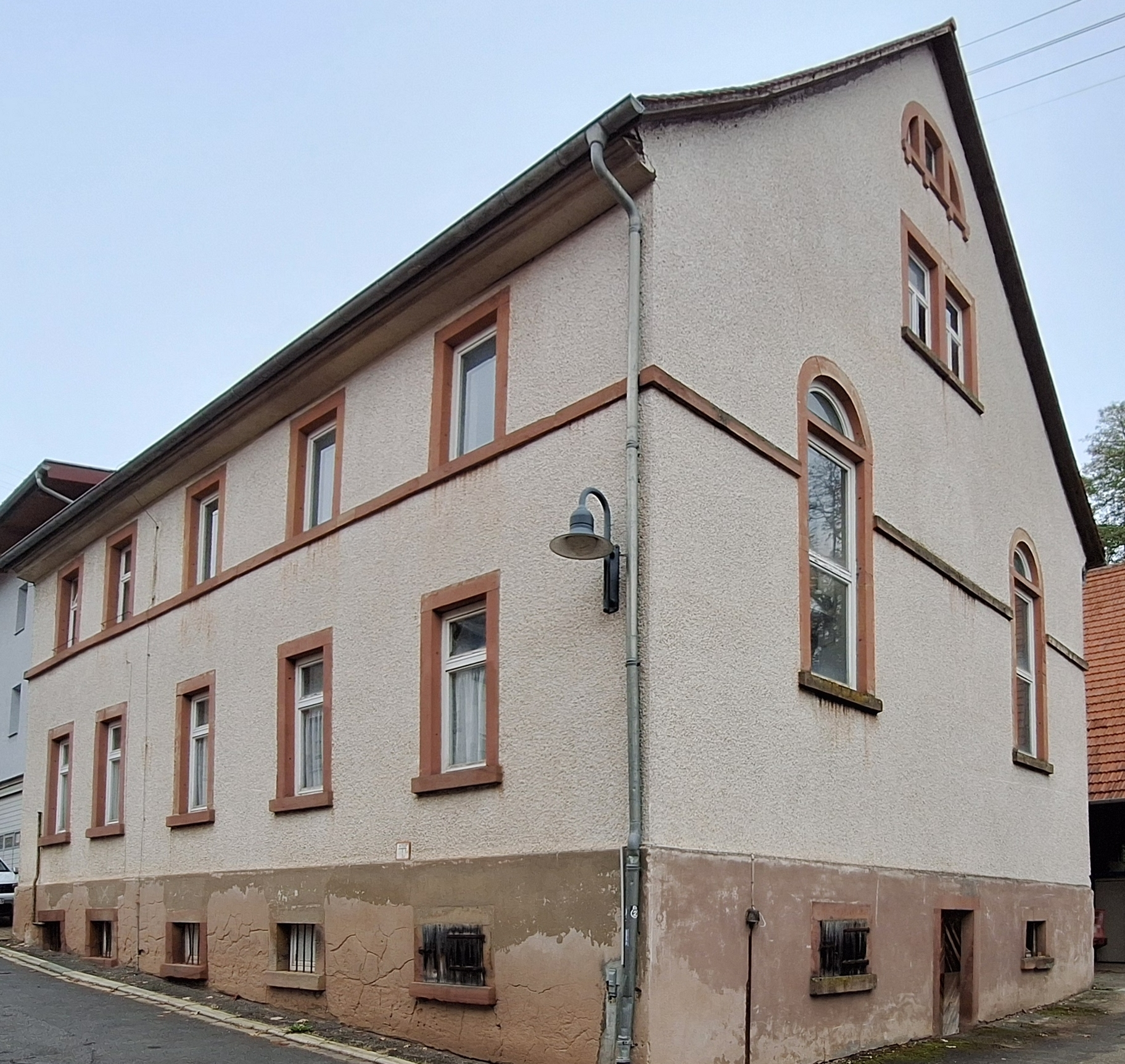
Ehemalige Synagoge in Buchen-Eberstadt

Die Synagoge in Eberstadt, einem Stadtteil von Buchen im Neckar-Odenwald-Kreis in Baden-Württemberg, wurde in der Mitte der 1820er Jahre erbaut. Die profanierte Synagoge befindet sich in der Rathausstraße 23.

## Geschichte
Bereits im 17. Jahrhundert gab es in Eberstadt eine Synagoge. 1822 erwarb die jüdische Gemeinde das danebenliegende Grundstück, auf dem die neue Synagoge errichtet wurde. Die genaue Bauzeit ist nicht bekannt, aber es liegt ein Dokument aus dem Jahr 1827 vor, in dem der Bau der Synagoge erwähnt wird. Zu dieser Zeit waren fast 16 Prozent der Einwohner Juden.
In der Mitte des 19. Jahrhunderts begann die Zahl der jüdischen Einwohner zu sinken. Nach dem Ersten Weltkrieg waren es so wenige, dass die erforderliche Anzahl für einen Gottesdienst (Minjan) nicht mehr zustande kam und die Synagoge nicht mehr genutzt wurde. Die Eberstadter Juden gehörten von nun an zur Kultusgemeinde Buchen.
Das Gebäude wurde 1937 verkauft und entging so der Zerstörung bei den Novemberpogromen 1938.
1950 wurde die ehemalige Synagoge von der Jewish Restitution Successor Organization (JRSO) übernommen, die das Gebäude 1953 an die Gemeinde Eberstadt verkaufte. Es wurde als Versammlungsraum genutzt und während der Renovierung der Eberstadter Kirche 1970/71 fanden dort Gottesdienste statt. Später diente das Gebäude bis Mitte der 1990er Jahre auch als Lagerraum. Die danach geplante Renovierung und Nutzung als Studien- und Gedenkstätte wurde noch nicht realisiert.
Im Synagogengebäude wurde jedoch das nach 1945 verfüllte und mit einer Betondecke verschlossene rituelle Bad, die Mikwe, wieder freigelegt. Auf dem Dachboden wurden auch einige Schriftstücke gefunden.

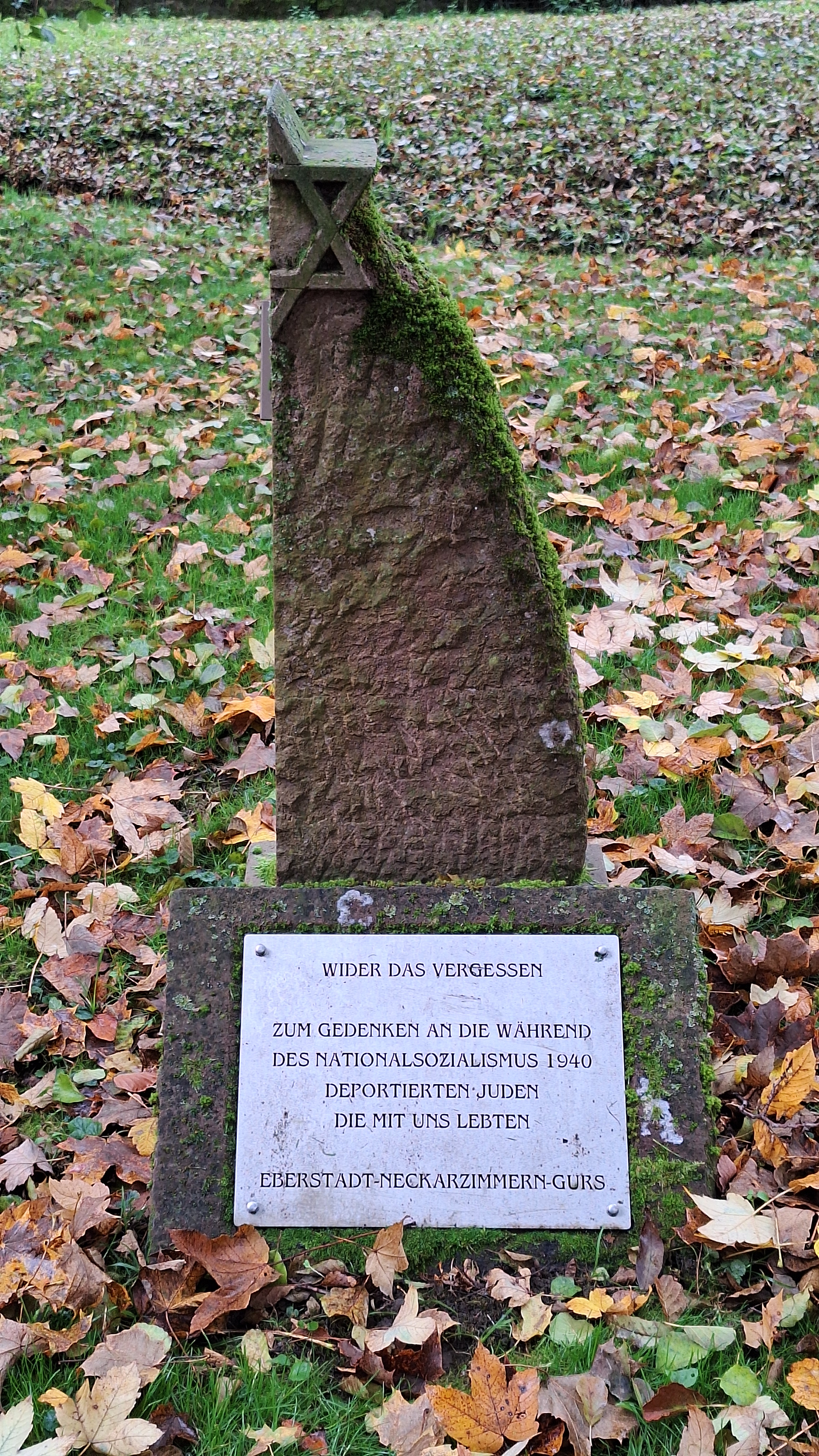
Gedenkstein zur Erinnerung an die nach Gurs deportierten Juden

## Gedenken
Ein 2018 im Schlosspark hinter der ehemaligen Synagoge aufgestellter Gedenkstein erinnert an die Deportation der Juden aus Eberstadt nach Gurs im Jahr 1940. Der Stein ist Teil des Mahnmals Neckarzimmern.